# 미카타정 (후쿠이현)
미카타정(三方町)은 후쿠이현 미카타군에 놓여졌던 정이다. 2005년 3월 31일, 도시키군 가미나카정과 합병하여 미카타카미나카군 와카사정이 탄생하였고, 미카타정은 폐지되었다. 캐치 카피는, 「언제나 당신의"내 편"입니다」이다.

## 지리
동서를 국도 27호가 관통하다.미카타에서 세큐 순찰로 오바마 시로 국도 162호가 빠진다.

## 역사
- 1953년 4월 1일 - 야촌, 니시타촌 등 2개 촌이 합병, 미카타정이 신설
- 1954년 3월 1일 - 미카타정에 도촌이 편입, 합병
- 2005년 3월 31일 - 미카타정 및 오뉴군 가미나카정 등 2개 정이 합병, 미카타카미나카군 와카사정이 성립. 미카타정 등은 폐지

## 행정
- 정장: 센다 치요카즈(千田 千代和)

## 교통

### 철도
- 서일본 여객철도 오바마선